# الشركة الألمانية لمكافحة الخوارق (مسلسل)
الشركة الألمانية لمكافحة الخوارق مسلسل تلفزيوني مصري كوميدي من إنتاج سنة 2020، من إخراج إسلام خيري، ومن تأليف مصطفى صقر وكريم يوسف ومحمد عز الدين وإبراهيم خطاب، من إنتاج شركة إي بروديوسر، من بطولة محمد عبد الرحمن، محمد سلام، ميرنا جميل، محمد محمود، أحمد صلاح السعدني، محمد ثروت، ياسر الطوبجي، أحمد فتحي.

## قصة المسلسل
تدور الأحداث في إطار كوميدي حول شخصين يعملان في شركة، وتقع لهم العديد من المفارقات الكوميدية.

## طاقم التمثيل
- محمد عبد الرحمن
- محمد سلام
- ميرنا جميل
- محمد محمود
- أحمد صلاح السعدني بدور مؤنس
- محمد ثروت بدور درديري
- ياسر الطوبجي بدور قرين
- أحمد فتحي بدور ريس متقال
- رجاء الجداوي (ضيف شرف)
- هشام ماجد (ضيف شرف)
- شيكو (ضيف شرف)
- محمد أسامة أو <اوس اوس> (ضيف شرف)
- عارفة عبد الرسول (ضيف شرف)

## وصلات خارجية
- الشركة الألمانية لمكافحة الخوارق علي موقع قاعدة بيانات الأفلام العربية
- مسلسل “الشركة الالمانيه لمكافحة الخوارق” رمضان 2020 – حقيقة.